# 岸田正記
岸田正記（日语：／，1895年12月1日—1961年6月3日），日本政治人物、商人，曾任眾議院議員，也是幾久屋百貨店前店主。同時他亦是日本首相岸田文雄的祖父、前眾議員岸田文武的父親。

## 生平
生於廣島縣賀茂郡西志和村（現東廣島市），是商人岸田幾太郎的長子。
先後畢業於西志和高等小學校、廣島縣立廣島商業學校、長崎高等商業學校（現長崎大學），最後畢業於京都帝國大學法學部（現京都大學法學部）。於就讀大學期間通過高等文官試驗行政科（1922年）。
繼承先代所經營的貸家業，於1933年創立幾久屋百貨店（現為商場「新天百」，位於大連天津街）。曾在中國大連、奉天從事房地產及百貨店事務，業務橫跨中日兩地。
1928年當選成為眾議員（廣島縣第1區），之後連任6屆。期間曾經出任第一次近衛內閣的海軍参與官、小磯內閣的海軍政務次官、翼賛政治會國防委員長以及自由黨總務等等職務。
於二戰後接受公職追放。1952年解除公職追放，一年後再度當選成為眾議員。不過他上任一屆後沒有選擇繼續連任。晚年曾經出任幾久屋商事社長、穩田公寓社長。1961年去世，終年65歲。

## 趣事
宗教信仰為真宗。興趣是網球、騎馬。雖然出身和籍貫都在廣島縣賀茂郡，住所就位於廣島市段原町。
岸田在東京千駄谷有一間宅邸，是一所西式建築，名為「穩田公寓」，是東京第一所被稱為「公寓」的建築。「穩田公寓」曾在駐日盟軍時期被GHQ徵調使用。
於1953年成為眾議員之後，時任首相吉田茂曾經邀請他出任文部大臣以及保安廳長官，但被岸田拒絕。
事實上先代一直經商，是到了岸田一代才變成橫跨政商兩界，所以岸田可以說是開啟家族從政的第一代。不過他的長子岸田文武、長孫岸田文雄都單純只是政治人物，而非像岸田正記一樣兼具商人身份。

## 家族
- 祖父：岸田忠次郎[9]
- 父：岸田幾太郎（日语：岸田幾太郎）[2]
- 母：須彌（三宅直之助四女[2]）
- 弟：岸田正次郎[2]、岸田誠記[2]、岸田群次郎[2]、 三宅久夫（後成為三宅久太郎的養子[10]）

- 妻：和子[2]（小田得一次女[2]、哥哥是山口病院院長小田勝（日语：小田勝 (医師)）、祖父則是第7代廣島市市長小田貫一（日语：小田貫一））
- 長男： 岸田文武（日语：岸田文武）[2]

兒媳：（日東製粉社長井口良二次女）
長孫：岸田文雄
- 長女：玲子[2]

女婿：宮澤弘
外孫：宮澤洋一
- 次女：邦子[11]
- 次男：俊輔[2]

- 叔父：岸田多一郎[12]、岸田光太郎（日语：岸田光太郎）[12]、岸田達一[12]

### 來源
1. 1 2 3 4  『政治家人名事典』170頁
2. 1 2 3 4 5 6 7 8 9 10 11 12 13  猪野三郎監修『第十版 大眾人事錄』（昭和9年）45頁
3. ↑  『小傳 岸田正記』（博文社、1983年）
4. 1 2  『廣島縣紳士錄』昭和八年版、八四頁
5. ↑  Yahoo Japan. . 2021-10-11  [2021-11-17]. （原始内容存档于2021-11-17）.
6. ↑  Nikkan Gendai. . 2014-10-11  [2021-11-17]. （原始内容存档于2021-11-17）.
7. ↑  『小傳 岸田正記』（博文社、1983年）140頁
8. ↑  Yahoo新聞. . 2021-09-30  [2021-11-17]. （原始内容存档于2021-11-17）.
9. ↑  『小傳 岸田正記』（博文社、1983年）16頁
10. ↑  猪野三郎監修『第十二版 大眾人事錄』（昭和12年）240頁
11. ↑  猪野三郎監修『第十版 大眾人事錄』（昭和9年）77頁
12. 1 2 3  『人事興信録. 10版』（昭和9年）六七頁

### 書籍
- 猪野三郎監修《第十版 大眾人事錄》（1934年版）帝國秘密偵探社出版
- 岸田正記著《小傅 岸田正記》 1984年由博文社出版